# Platanthera stapfii
Platanthera stapfii là một loài thực vật có hoa trong họ Lan. Loài này được Kraenzl. ex Rolfe miêu tả khoa học đầu tiên năm 1914.